# 珪岩

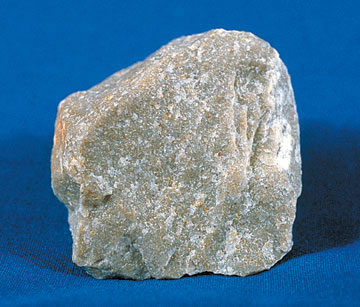
珪岩

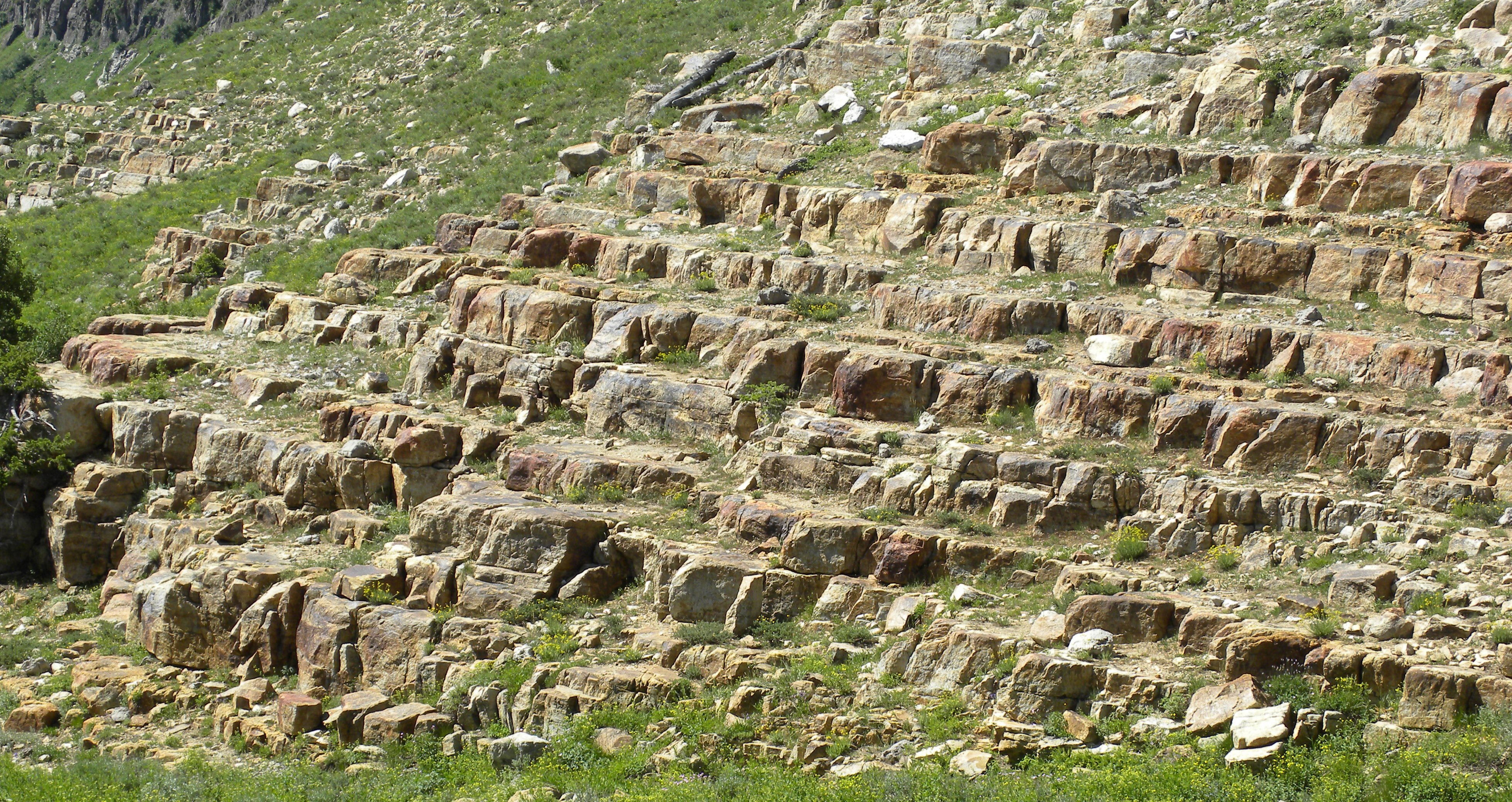
珪岩

珪岩（けいがん、英: quartzite、クォーツァイト）は、チャートや珪質砂岩が熱による変成（接触変成作用）を受けた変成岩。元の岩石に含まれていた石英（SiO2）が再結晶して大きくなっている。ホルンフェルスに含める場合もある。
かつては、チャート（未変成）を表す語としても用いられた。